# Спірна територія

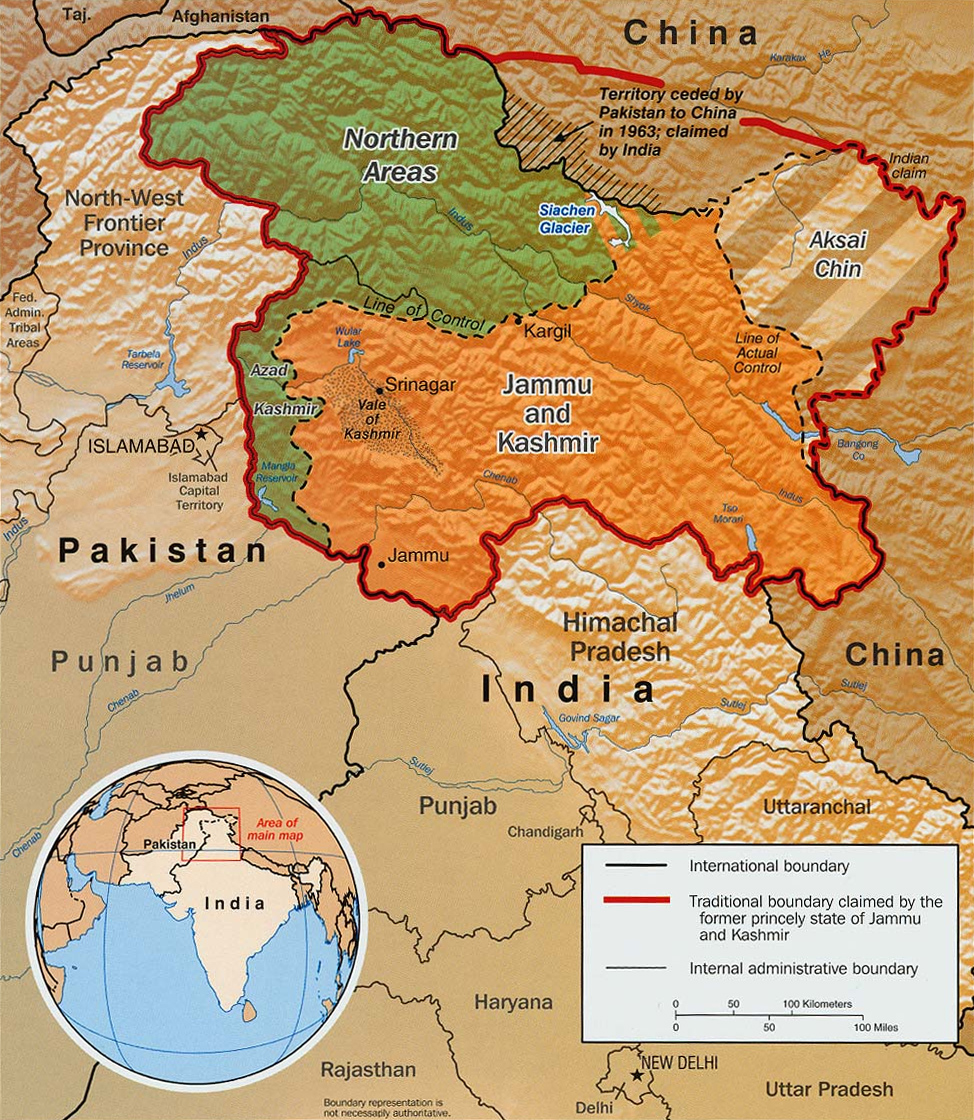
Спірна територія Кашмір

Спірна територія — територія (область, регіон, район, ділянка місцевості), чия державна приналежність є предметом суперечки між двома чи декількома державами або господарюючими суб'єктами.

## Окуповані території, з міжнародними санкціями на державу-агресора
- Автономна Республіка Крим і місто Севастополь (згідно з численними резолюціями ООН, ЄС, G20 тощо) — це територія України, окупована Росією. Росія була виключена з G8, на Росію, як на країну-агресора, було накладено дипломатичні й економічні санкції з боку США, ЄС та інших країн і міжнародних організацій. Ці санкції гнучкі, вони будуть послаблюватися чи посилюватися. Колишній президент України Петро Порошенко вважає, що Вітчизняна війна України[1][2] скінчиться лише після повернення Криму у склад України[3]. Восени 2015 року кримські татари встановили транспортну й енергетичну блокаду окупованого Криму. У листопаді 2015 року невідомі партизани підірвали лінії енергопередач, залишивши окупований Росією Крим, зокрема бази ЧФ Росії, без електрики.

## Спірні території
Спірними територіями є зокрема:
- Сектор Газа і Західний берег річки Йордан (включно з Єрусалимом) — керуються Ізраїлем, оскаржуються Палестинською автономією.
- Голанські висоти — керуються Ізраїлем, оскаржуються Сирією.
- Західна Сахара — керується Марокко, оскаржується САДР.
- Південні Курили — керуються Росією, оскаржуються Японією.
- Кашмір — керується Пакистаном, Індією і частково КНР, оскаржується Індією.
- Північний Кіпр — самовряджується за військової підтримки Туреччини, оскаржується Кіпром.
- Острів Перехіль — керується Іспанією, оскаржується Марокко.
- Ліанкурові скелі — керуються Південною Кореєю, оскаржуються Японією.
- Сенкаку — керуються Японією, оскаржуються КНР і Тайванем.
- Фолклендські острови — керуються Великою Британією, оскаржуються Аргентиною.
- Острови Південно-Китайського моря — керуються здебільшого КНР, оскаржуються:
  - Острови Спратлі — Тайванем, В'єтнамом, Малайзією, Філіппінами і Брунеєм;
  - Парасельські острови — В'єтнамом і Тайванем;
  - Пратас (англ. Pratas Islands) — Тайванем;
  - Банка Маклсфілд (англ. Macclesfield Bank) — Тайванем і В'єтнамом;
  - Мілина Скарборо (англ. Scarborough Shoal) — керуються Філіппінами, оскаржуються КНР і Тайванем.
- Острів Хавар — під керуванням Бахрейну, оскаржується Катаром.
- Халаїбський трикутник — під керуванням Єгипту, оскаржується Суданом.
- Ілемський трикутник — ділянка спірної території в Східній Африці, претендують Кенія, Ефіопія та Південний Судан.
- Північне Косово — Сербія вважає територію автономного краю Косово й Метохія, що перебуває під протекторатом ООН, своєю; Республіка Косово претендує на всю територію Косово й Метохії, не бажаючи відмовлятися від північної частини краю з покладами природних ресурсів. Регіон фактично не управляється ні однією зі сторін, перебуваючи під місцевим самоврядуванням. За правопорядком стежать загони KFOR.
- Мігінго — острів перебуває у спільному управлінні Кенії і Уганди. У 2009 році вони ледве не розпочали війну через Мігінго.

## Інші значення та визначення
- «Спірна територія» / «Спорная территория» / «Disputed territory») — четверта виставка українського кураторського об'єднання Худрада[4], 26.09.2012 — 07.10.2012[5]. Севастопольський художній музей імені М. П. Крошицького, за підтримки Фонду Ріната Ахметова «Розвиток України»[6].